# Isso É Amor
Isso É Amor é o nono álbum da banda de rock brasileira Ira!, lançado no ano de 1999 com regravações de músicas românticas pela banda. O álbum é composto por doze regravações e duas faixas inéditas, sendo gravado pela parceria entre as gravadoras Deckdisc e Abril Music.

## Antecedentes
Ao final da década de 1990, o cenário do rock nacional estava muito voltado para regravações e versões acústicas, vide os exemplos dos Titãs e do Capital Inicial. Enquanto os Titãs gravavam músicas voltadas para músicas apenas de rock nacional no mesmo ano com As Dez Mais, o Ira! optou por seguir músicas além de vários gêneros, como regravar Roberto Carlos, Chico Buarque, Gang 90 e Legião Urbana.
Uma das faixas inéditas do álbum é "Alegria de Viver", cover em português para "Alegría de Vivir" do espanhol Ray Heredia (1963-1991). Ao mesmo tempo gravam "Mudança de Comportamento" do disco homônimo de estreia (1985), e "Abraços e Brigas" do disco solo de Scandurra "Amigos Inivsíveis" (1989).

## Lista de faixas
| N.º | Título                                                 | Duração |  |
| 1.  | "Bebendo Vinho"                                        | 3:58    |  |
| 2.  | "Teorema"                                              | 2:44    |  |
| 3.  | "O Telefone (part. Fernanda Takai)"                    | 3:18    |  |
| 4.  | "Chorando No Campo"                                    | 2:53    |  |
| 5.  | "Flash-Back"                                           | 3:15    |  |
| 6.  | "Um Girassol Da Cor De Seu Cabelo (part. Samuel Rosa)" | 5:03    |  |
| 7.  | "Mudança De Comportamento"                             | 3:36    |  |
| 8.  | "O Que Me Importa"                                     | 3:04    |  |
| 9.  | "Jorge Maravilha"                                      | 2:15    |  |
| 10. | "Abraços E Brigas"                                     | 3:11    |  |
| 11. | "Sentado à Beira do Caminho"                           | 5:35    |  |
| 12. | "A Vida Tem Dessas Coisas"                             | 3:34    |  |
| 13. | "Alegria De Viver (Alegria De Vivir)"                  | 3:29    |  |
| 14. | "Minha Gente Amiga"                                    | 3:19    |  |

## Recepção

### Público
Segundo apuração do jornal paulista Folha de S. Paulo, o disco alcançou a marca de cem mil cópias vendidas apenas no ano de 1999, o ano de lançamento do álbum.

### Crítica
Pedro Alexandre Sanches, do jornal Folha de S.Paulo, elogiou o disco e teceu comentários sobre o cenário da música brasileira: "com habilidade inaudita de driblar chavões, o Ira! fez um disco que não terá o selo mórbido dos "malditos" -mais que de "malditos", é um apanhado de músicas de gente importante, talentosa, que não se segurou no esquema podre porque não se adaptou".
Mauro Ferreira, do G1, também elogia o toque pessoal da banda nas regravações: "é injusto rotular Isso é amor – álbum lançado pela banda paulistana Ira! em novembro de 1999 – como disco de covers. Neste projeto fonográfico de intérprete, o grupo foi além do cover ao dar toque geralmente pessoal a 12 músicas de lavras alheias".

## Relançamento
Em 2019, o álbum foi relançado dessa vez em disco de vinil e fita cassete pela Polysom.